# Tupua Leupena
Sir Tupua Leupena GCMG MBE (* 2. August 1922; † 24. November 1996) war ein Politiker des pazifischen Inselstaates Tuvalu. Leupena war Speaker of the Parliament von 1981 bis 1985 während der Amtszeiten der Premierminister Toaripi Lauti und Tomasi Puapua.

## Generalgouverneur von Tuvalu
Leupena wurde als zweiter Generalgouverneur von Tuvalu ernannt und übte dieses Amt vom 1. März 1986 bis zum 1. Oktober 1990 aus. Er war damit stellvertreter von Königin Elisabeth II., die als Staatsoberhaupt von Tuvalu gilt.
Er wurde am 24. Juli 1986 mit einem Ritterschlag geadelt.
Sir Tupua Leupena starb am 24. November 1996 im Alter von 74 Jahren.
| Vorgänger           | Amt                                    | Nachfolger    |
| ------------------- | -------------------------------------- | ------------- |
| Fiatau Penitala Teo | Generalgouverneur von Tuvalu 1986–1990 | Toaripi Lauti |